# Ondetia
Ondetia es un género monotípico de plantas fanerógamas de la familia de las asteráceas. Su única especie: Ondetia linearis, es originaria de Sudáfrica.

## Descripción
Es una hierba decumbente difusa de ramificación, sufrútice en la base, lde color verde pálido, pubérula-glandular. La hojas lineares, agudas, apiculadas, sésiles, angostamente decurrentes. Capítulos subglobosos,  sésiles, con brácteas como las hojas en la base. Escalas de involucro pluriseriadas, escariosas.

## Propiedades
Se utiliza como un perfume.

## Taxonomía
Ondetia linearis fue descrita por George Bentham y publicado en Hooker's Icon. Pl. 12: t. 1112. 1872